# LaFayette, New York
LaFayette är en kommun (town) i Onondaga County, i delstaten New York i USA. Befolkningen låg på 4 833 personer år 2000. Kommunen har enligt United States Census Bureau en area på 102,6 km². Den har fått sitt namn efter Markisen av Lafayette, som ses som en nationalhjälte i USA.